# Костыль

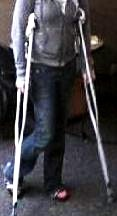
Использование подмышечных костылей

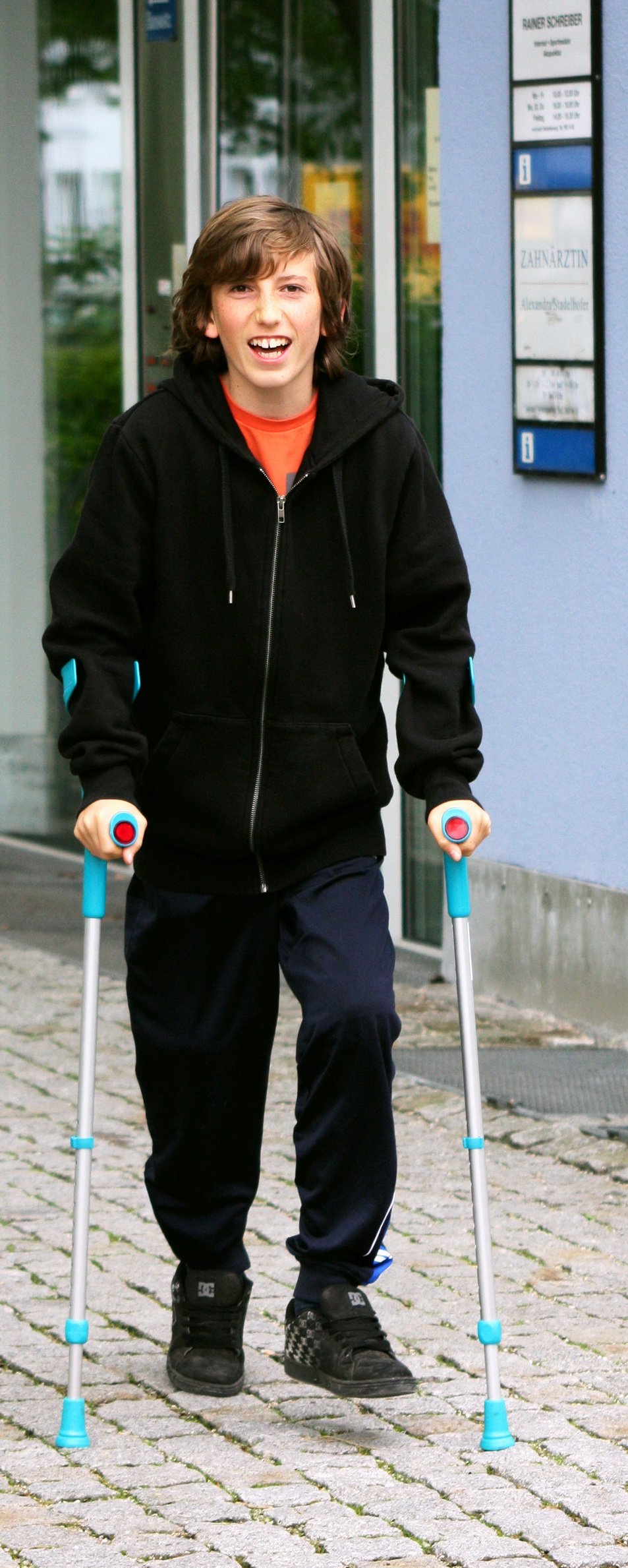
костыли с опорой на предплечье, они обеспечивают удобство при передвижении, так как в отличии от подмышечных костылей не создают давления на сосудисто-нервный узел в подмышечной впадине, более современный вид костылей

Косты́ли — вспомогательное средство для поддержания человеческого тела при ходьбе. Название объясняется тем, что костыль как бы заменяет повреждённую кость.
Применяется при нарушении функций опорно-двигательного аппарата вследствие болезни или травмы, в период реабилитации, для обеспечения передвижения после хирургической ампутации нижней конечности и адаптации к установленному вместо неё протезу, а также при наличии стойких нарушений функций опорно-двигательного аппарата и координации. Позволяет таким пациентам самостоятельно передвигаться посредством ходьбы.

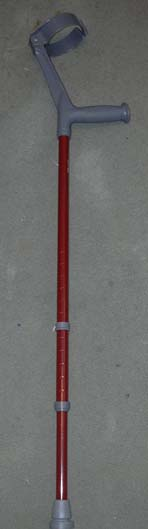
Костыль под локоть

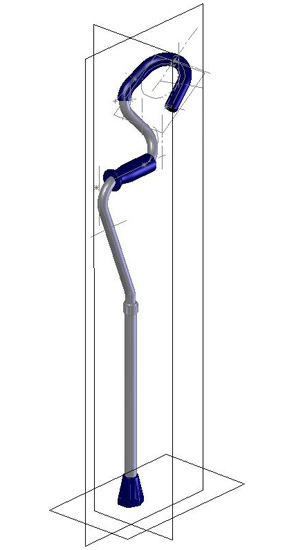
Усовершенствованная модель

## Типы костылей
По типу опоры костыли могут быть подмышечными и с опорой под локоть.

### Костыли подмышечные
Конструкция

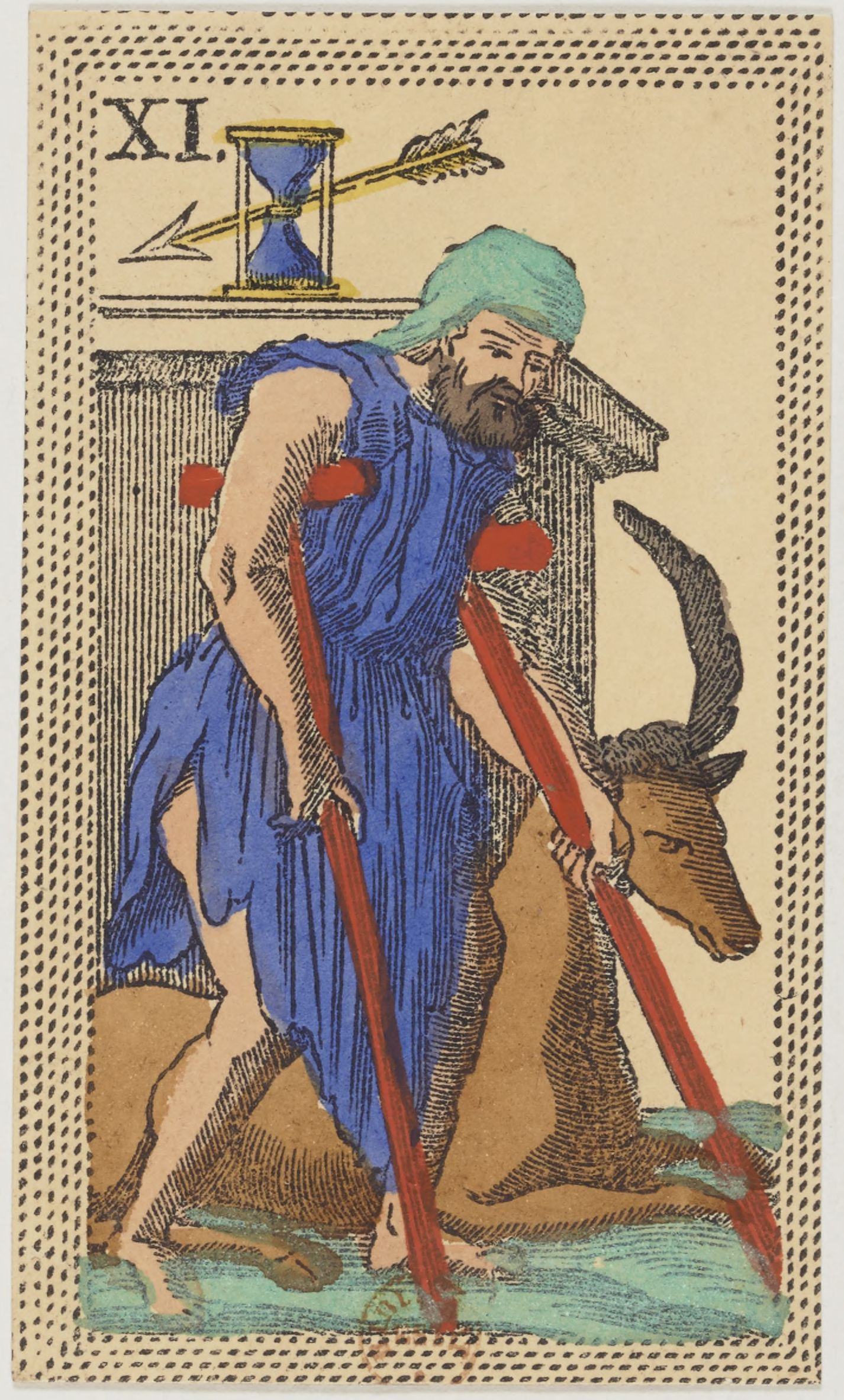
подмышечные костыли

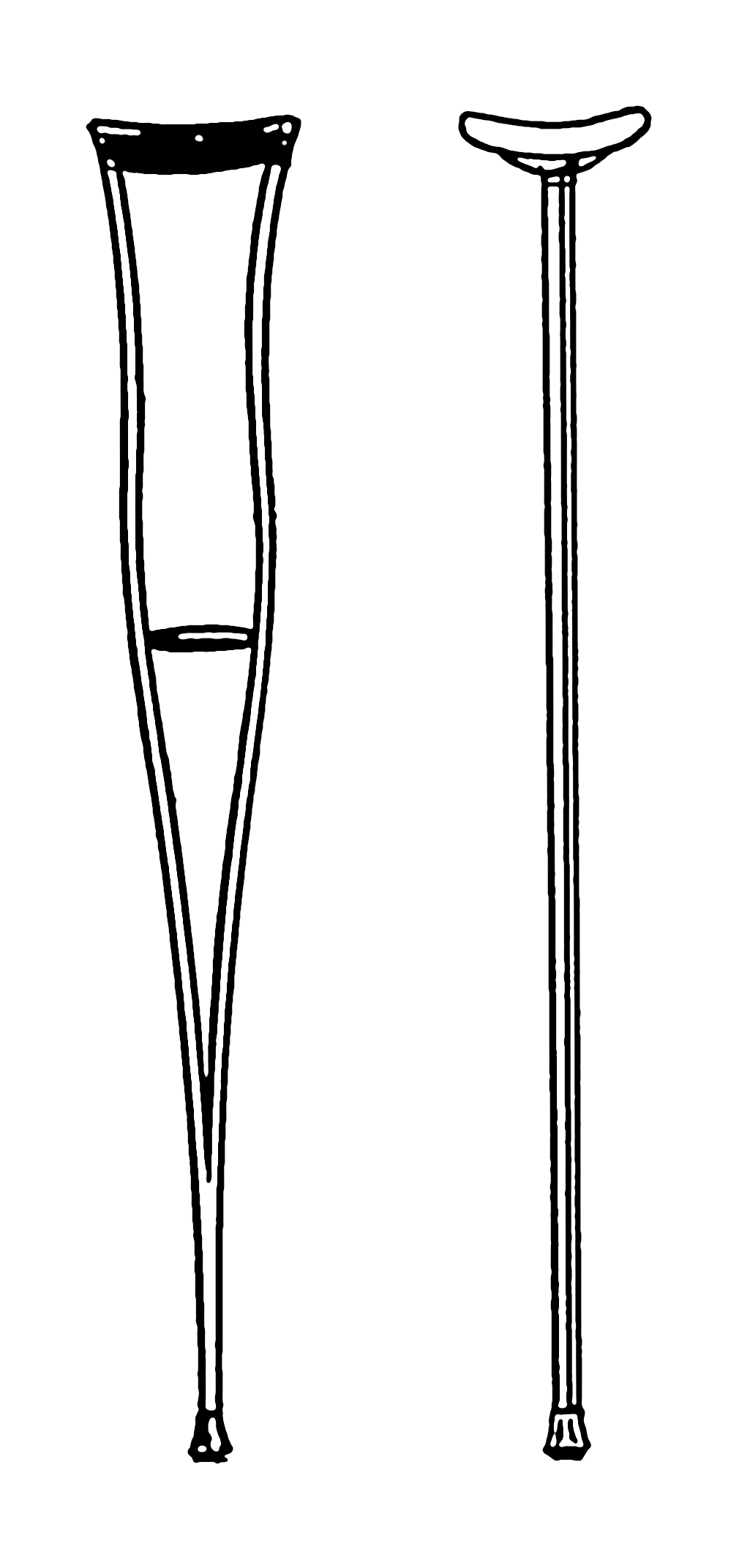
костыли подмышечные

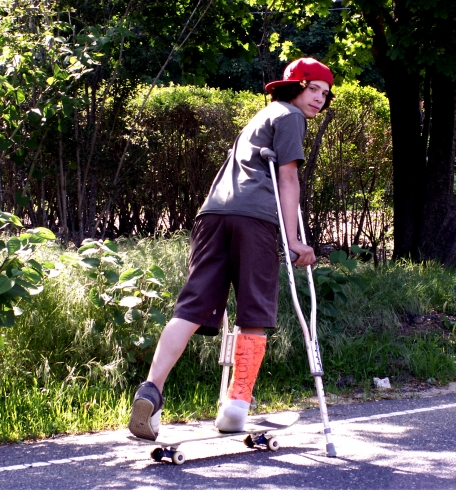
на костылях на скейтборде

Две деревянные или алюминиевые планки, которые соединяются книзу в одну стойку. Стойка оснащена поперечной подмышечной перекладиной (сверху), рукояткой для кисти (посередине) и резиновым наконечником (снизу).
Регулировки
Телескопическим способом регулируется высота стойки. Для этого используются различные зажимы, винты и другие приспособления.
Регулируется и высота рукояти.
Назначение применения
Травмы нижних конечностей в тех случаях, когда пациенту сложно поддерживать собственный вес вследствие следующих причин: пожилой возраст, ослабленные мышцы ног, полнота.
Размеры
Поскольку костыли имеют широкий диапазон регулировок, чёткой градации по размеру нет. Однако выделяют:
- взрослые подмышечные костыли
- детские подмышечные костыли
- подмышечные костыли под нестандартную комплекцию

### Костыли под локоть
Конструкция

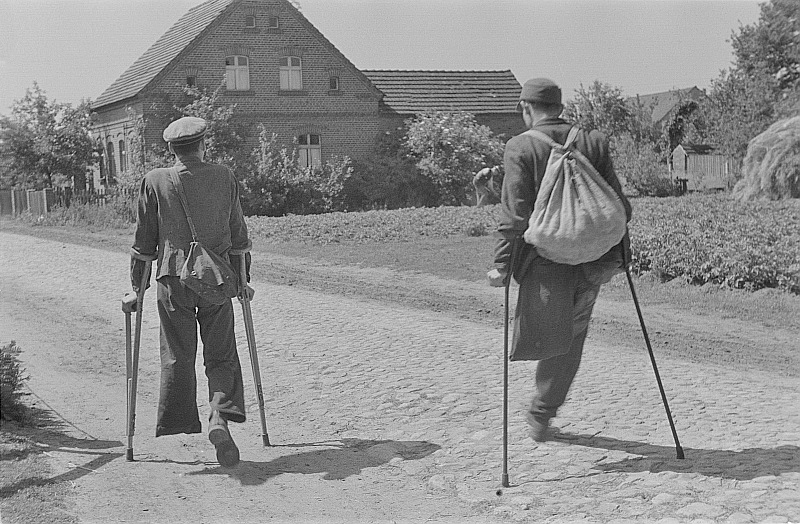
костыли под локоть, 1946 год, Германия

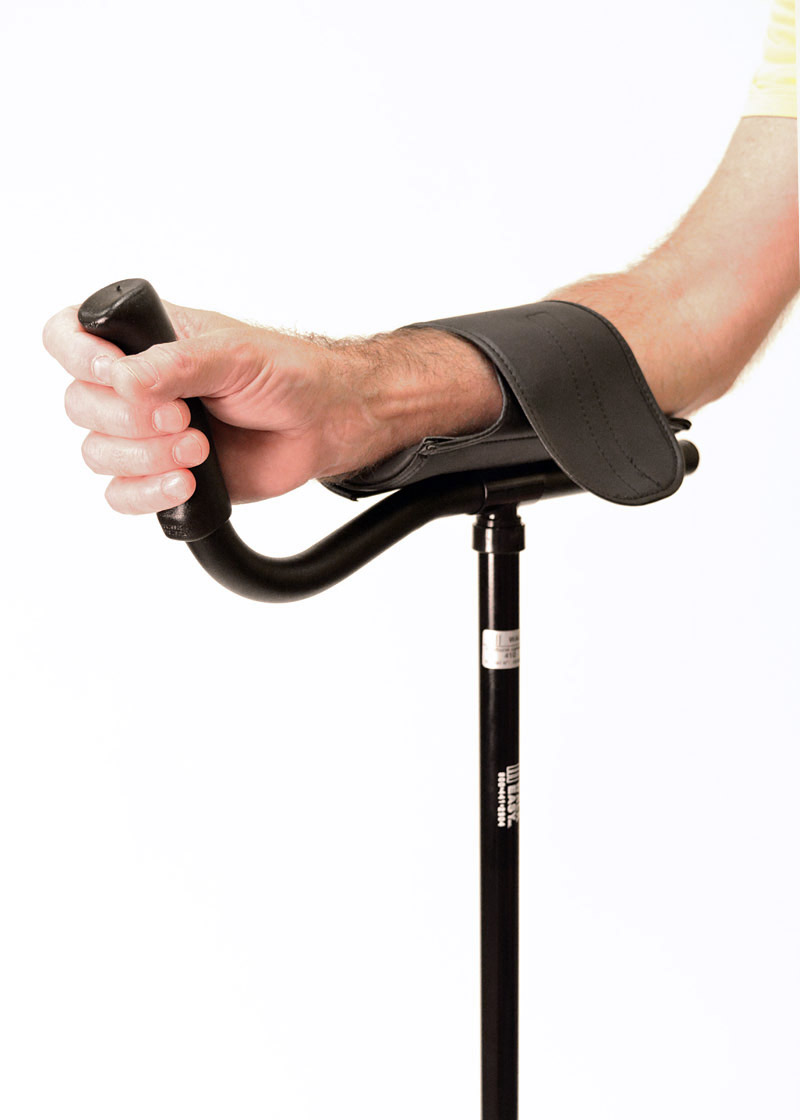
платформенные костыли

Алюминиевая стойка, оснащённая рукояткой и пластиковой манжетой (упор-зажимом). Верхняя часть стойки наклонена под углом примерно 30 градусов. Снизу стойка оснащена резиновым наконечником.
Регулировки
Телескопическим способом регулируется высота стойки. В некоторых моделях регулируется также расстояние от рукояти до манжеты.
Назначение применения
- поздний период реабилитации после травмы нижних конечностей в тех случаях, когда пациент может частично или полностью поддерживать собственный вес
- стойкие нарушения опорно-двигательного аппарата (при длительном использовании костылей)

Костыли с опорой на предплечье являются основным типом костылей, используемых для длительного использования.